# Kurt Wires
Kurt Oskar Wires (Helsinki 28 april 1919- Helsinki, 22 februari 1992) was een Fins kanovaarder. 
Wires won tijdens de Olympische Zomerspelen 1948 achter de Zweedse favoriet Gert Fredriksson de zilveren medaille op de K-1 10.000 meter. Na afloop van deze spelen stopte Wires met kanovaren.
Wires kwam terug op zijn besluit om te stoppen om deel te kunnen nemen aan de Olympische Zomerspelen 1952 in zijn geboorteplaats Helsinki. Tijdens de Finse kwalificatiewedstrijden wist Wires zich niet te plaatsen in de K-1 onderdelen.
Wires werd met zijn landgenoot Yrjö Hietanen geselecteerd voor de K-2 over 1000 en 10.000 meter. Op beiden onderdelen won Wires de gouden medaille.

## Belangrijkste resultaten

### Olympische Zomerspelen
| Editie | Plaats   | Resultaten            |
| ------ | -------- | --------------------- |
| 1948   | Londen   | K-1 10.000m           |
| 1952   | Helsinki | K-2 1000m K-2 10.000m |

1936: Alfons Dorfner & Adolf Kainz ·
1948: Hans Berglund & Lennart Klingström ·
1952: Yrjö Hietanen & Kurt Wires ·
1956: Meinrad Miltenberger & Michel Scheuer ·
1960: Gert Fredriksson & Sven-Olov Sjödelius ·
1964: Sven-Olov Sjödelius & Gunnar Utterberg ·
1968: Vladimir Morozov & Aleksandr Sjaparenko ·
1972: Nikolai Gorbatsjov & Viktor Kratasjoek ·
1976: Sergej Nagorny & Vladimir Romanovski ·
1980: Vladimir Parfenovitsj & Sergej Tsjoechrai ·
1984: Hugh Fisher & Alwyn Morris ·
1988: Greg Barton & Norman Bellingham ·
1992: Kay Bluhm & Torsten Gutsche ·
1996: Antonio Rossi & Daniele Scarpa ·
2000: Beniamino Bonomi & Antonio Rossi ·
2004: Henrik Nilsson & Markus Oscarsson ·
2008: Martin Hollstein & Andreas Ihle ·
2012: Rudolf Dombi & Roland Kökény ·
2016: Marcus Groß & Max Rendschmidt ·
2020: Thomas Green & Jean van der Westhuyzen
1936: Ludwig Landen & Paul Wevers ·
1948: Gunnar Åkerlund & Hans Wetterström ·
1952: Yrjö Hietanen & Kurt Wires ·
1956: László Fábián & János Urányi